# Parafia Świętych Apostołów Piotra i Pawła w Niedźwiedzicy
Parafia Świętych Apostołów Piotra i Pawła w Niedźwiedzicy – rzymskokatolicka parafia znajdująca się w diecezji pińskiej, w dekanacie lachowickim, na Białorusi. Parafię prowadzi Towarzystwo Chrystusowe dla Polonii Zagranicznej.
Do parafii należą kaplice w Hajninie i w Kurszynowiczach.

## Historia
Drewniany kościół w Niedźwiedzicy powstał w 1645. W XIX w. i w początkach XX w. parafia należała do dekanatu słuckiego archidiecezji mohylewskiej. Następnie od 1917 należała do diecezji mińskiej i od 1925 do diecezji pińskiej. Obecny kościół powstał w XX w.
Po II wojnie światowej, gdy Niedźwiedzica znalazła się w granicach ZSRS, parafia działała do 1950, tj. do czasu aresztowania i zesłania do łagrów tutejszego proboszcza ks. Wacława Piątkowskiego. Został on oskarżony o wzywanie rolników do nieprzystępowania do kołchozu oraz bycie agentem Watykanu. Po wywiezieniu kapłana parafianie ukryli klucze do świątyni i trzymali przy niej straż, aby nie została ona zajęta przez władze komunistyczne. Po sześciu latach ks. Piątkowski powrócił ze zesłania i od tego czasu parafia działa nieprzerwanie. W 1970 ks. Piątkowski utworzył przy parafii podziemne seminarium duchowne, w którym osobiście nauczał kleryków. Jednym z jego uczniów był późniejszy biskup piński Antoni Dziemianko.

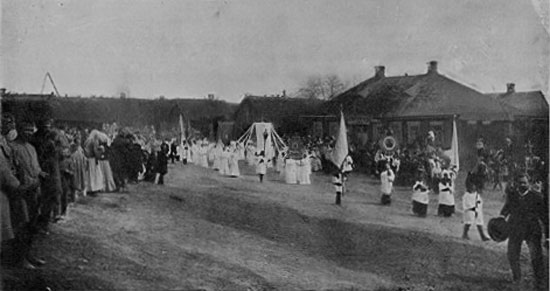
Procesja w Niedźwiedzicy przed I wojną światową